# Lucio Emilio Mamercino (cónsul 366 a. C.)
Lucio Emilio Mamercino, hijo del siete veces consular del mismo nombre Lucio Emilio Mamercino, fue magister equitum del dictador Marco Furio Camilo en el año 368 a. C.
Fue cónsul en año 366 a. C. con Lucio Sextio Laterano, que era el primer plebeyo elegido en esta dignidad, de conformidad con las Leges Liciniae-Sextiae, que habían sido aprobadas recientemente. Fue nuevamente elegido para el consulado en 363 a. C. con Cneo Genucio Aventinense.